# Musée de la Création Franche
Das Musée de la Création Franche ist ein städtisches Museum für Art Brut, naive und autodidaktische Kunst in Bègles, Frankreich.

## Geschichte
Gérard Sendrey (1928–2022), Verwaltungsbeamter in Bordeaux und bis 1988 Bürgermeister in Bègles, war ab 1967 auch als Maler tätig. Im Ruhestand gründete er 1989 in einem abbruchreifen Haus im Besitz der Stadt Bégles die „Site de la Creation Franche“, um Künstlern jenseits des etablierten Kunstbetriebes eine Ausstellungsmöglichkeit zu bieten. Unterstützung erhielt er von Michel Thévoz, Direktor der Collection de l’Art Brut in Lausanne und von Noël Mamère, dem Bürgermeister der Stadt. Sendrey prägte den Begriff „Création Franche“. Mit der Anerkennung des Status als städtisches Museum im Jahr 1996 änderte sich der Name zu „Musée de la Creation Franche“. Erster Leiter des Museums war von 1989 bis 2009 Gérard Sendrey. Seit 2019 ist das Museum als „Einrichtung von metropolitanem Interesse“ anerkannt. Ende 2022 erhielt es die Auszeichnung Musée de France.
Das Museum fördert französische, autodidaktisch tätige Künstler und stellt, neben Künstlern der Art Brut, auch solche aus verwandten Gebieten der Kunst aus. Die Sammlung umfasst etwa 20.000 Werke, darunter Arbeiten von Carol Bailly, Danielle Jacqui und Anna Zemánková. Das Museum konzipiert fünf Ausstellungen pro Jahr, von denen „Visions et Créations Dissidentes“ jedes Jahr acht neue Künstler präsentiert.
Das Museum gibt regelmäßig Werke als Leihgaben an ausländische Museen. Seit 2021 bis 2025 ist das Gebäude wegen großflächiger Sanierungs- und Erweiterungsarbeiten geschlossen. Nach dem Umbau und der Schaffung neuer Gebäude rund um das jetzige Haus stehen dem Museum insgesamt 1.550 m² Fläche zur Verfügung. Werke aus der Sammlung werden während dessen im Museum Cécile Sabourdy in Vicq-sur-Breuilh, im Tourismusbüro Saint-Savin und in wechselnden Bibliotheken in Bordeaux ausgestellt.

## Ausstellungen (Auswahl)
- 2020 Les Jardiniers d’Eden. Tiere, Pflanzen und Mineralien, Themenausstellung aus dem Sammlungsbestand
- 2019: Art brut et apparentés, 30 ans de Création Franche. Themenausstellung zum dreißigjährigen Bestehen der Kunstsammlung mit Werken aus dem Sammlungsbestand
- 2018: All I need is love. Themenausstellung mit Werken aus dem Sammlungsbestand
- 2017: Abstractions faites. Themenausstellung mit abstrakten und ornamentalen Werken aus dem Sammlungsbestand
- 2016: Visions et Créations Dissidentes, u. a. mit Jonas Scheidegger
- 2016: Féminin pluriel. Themenausstellung, u. a. mit Madge Gill, Martha Grünenwaldt, Evelyne Postic, Ody Saban, Marie Jakobowicz
- 2015: Comme une bête. Vertraute und exotische Tiere, Monster und Chimären, Totem- und Schutztiere, anthropomorphe Figuren, Themenausstellung aus dem Sammlungsbestand
- 2014: L’humble Bic. Kugelschreiberzeichnungen und Bilder[8]
- 2014: Côtes Ouest: art brut et arts apparentés
- 2010: Collection Création Franche – 1989-2010, u. a. mit Martha Grünenwaldt, Benjamin Bonjour
- 2009: Retrospektive Gérard Sendrey
- 2001: Regards sur la collection
- 2000: Einzelausstellung Ody Saban[9]
- 2000: Einzelausstellung Benjamin Bonjour
- 1997:  De l’Art Brut à la Création Franche – Collection Philippe Eternod et Jean-David Mermod
- 1996: Jaber al Mahjoub
- 1996: Les Jardiniers de la Mémoire
- 1994: Les Jardiniers de la Mémoire, u. a. mit Benjamin Bonjour, Werke aus dem Sammlungsbestand